# Oțeni, Harghita
Oțeni (maghiară Ocfalva) este un sat în comuna Feliceni din județul Harghita, Transilvania, România.

## Imagini

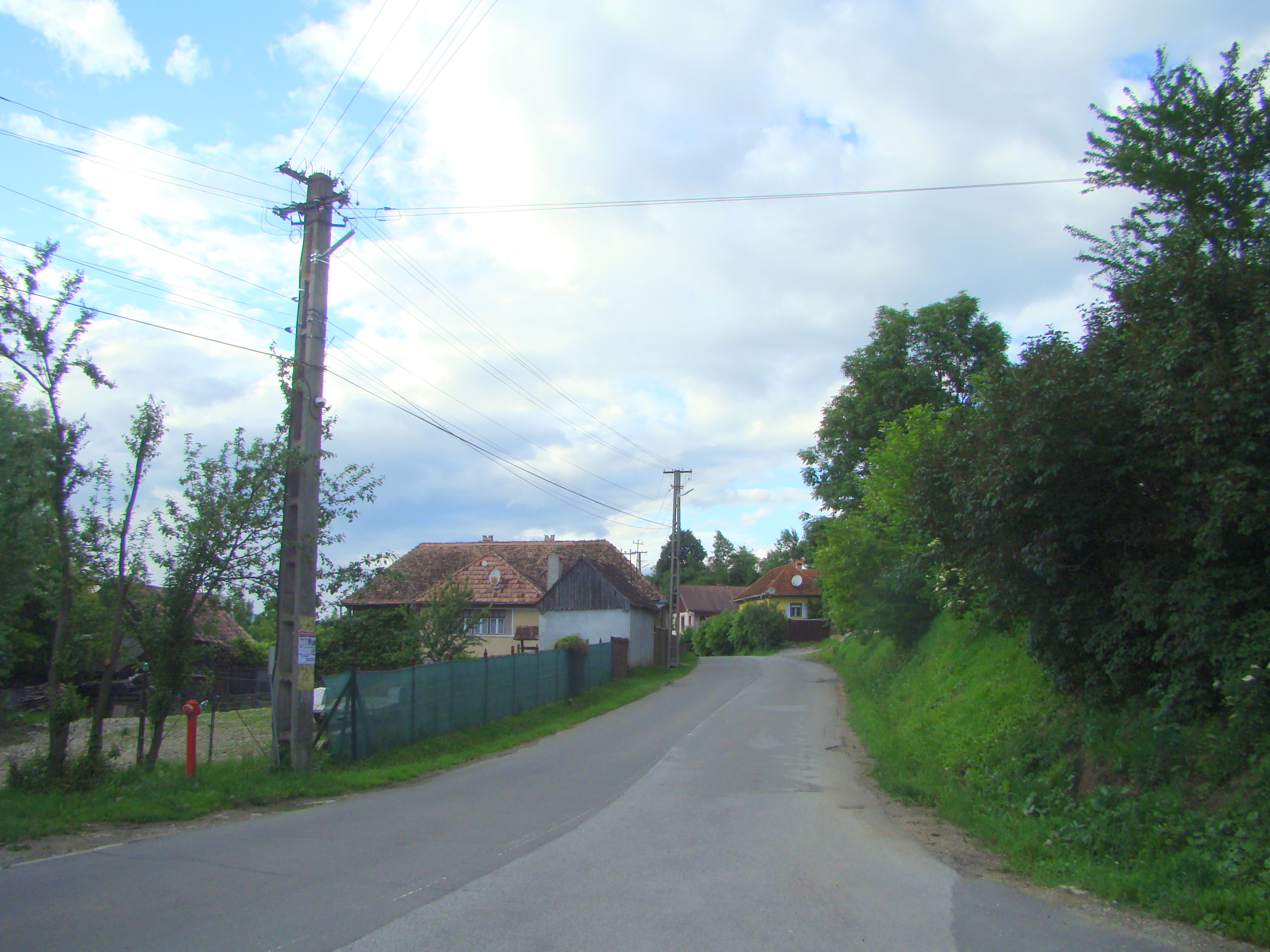
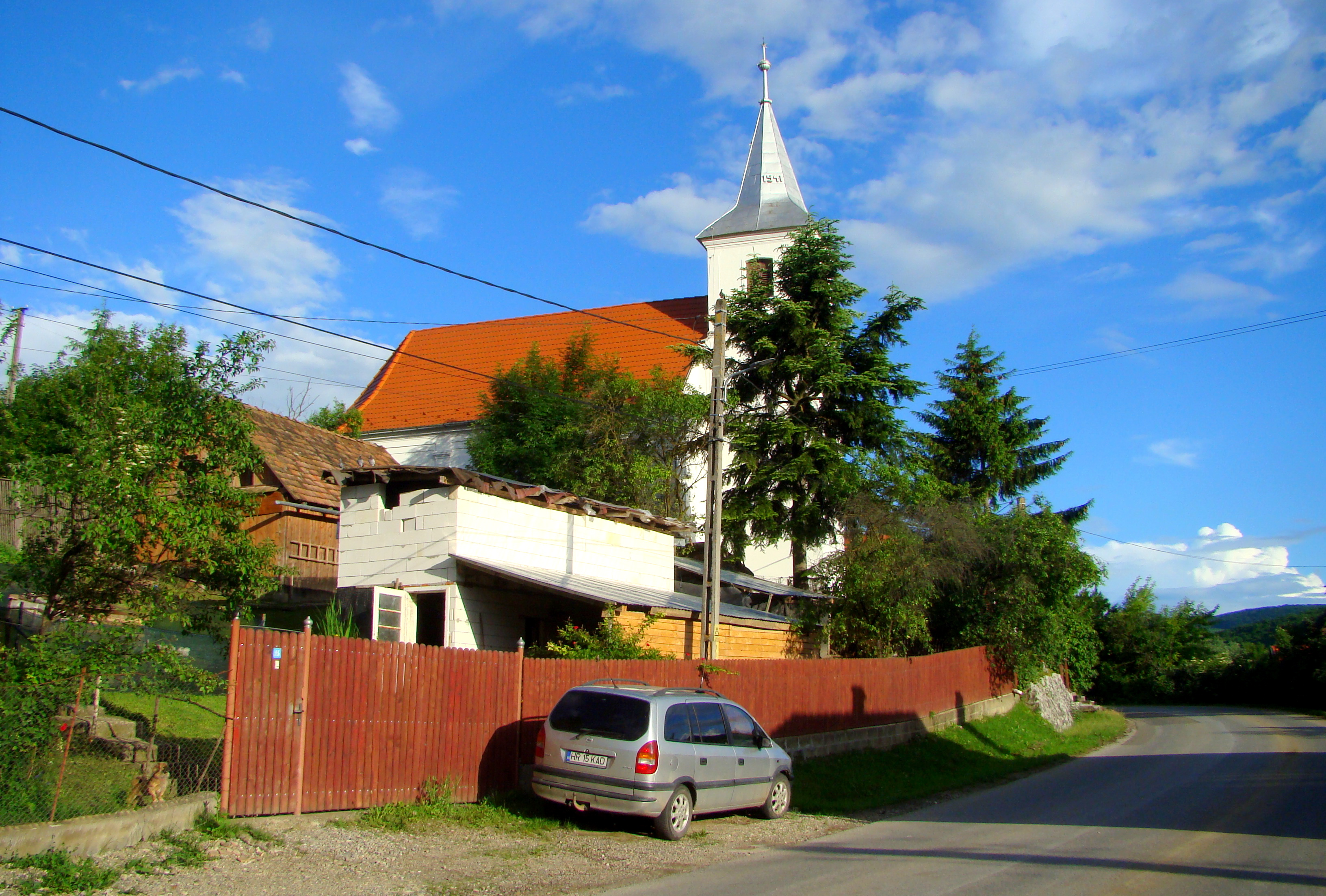
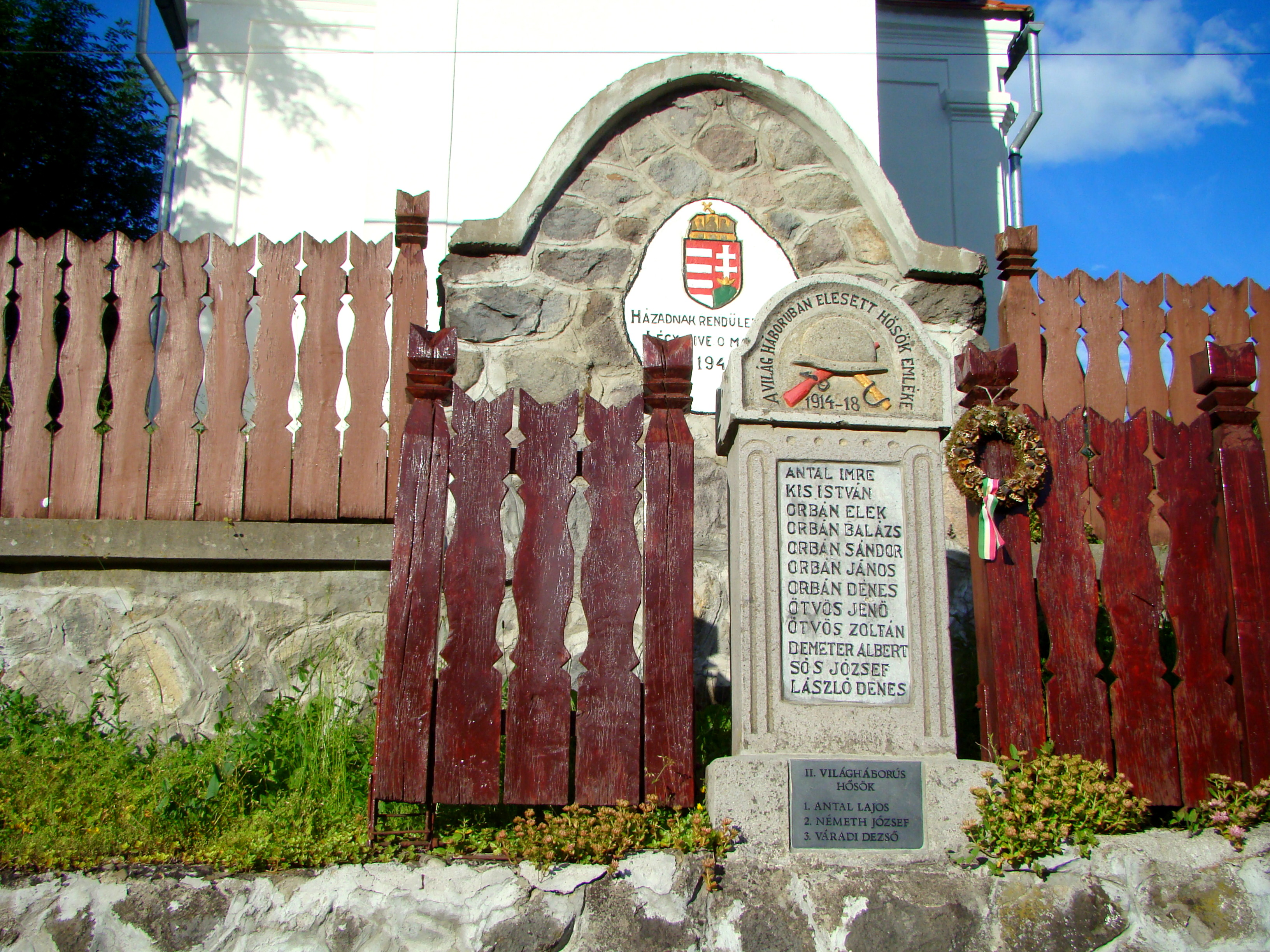
Monumentul eroilor
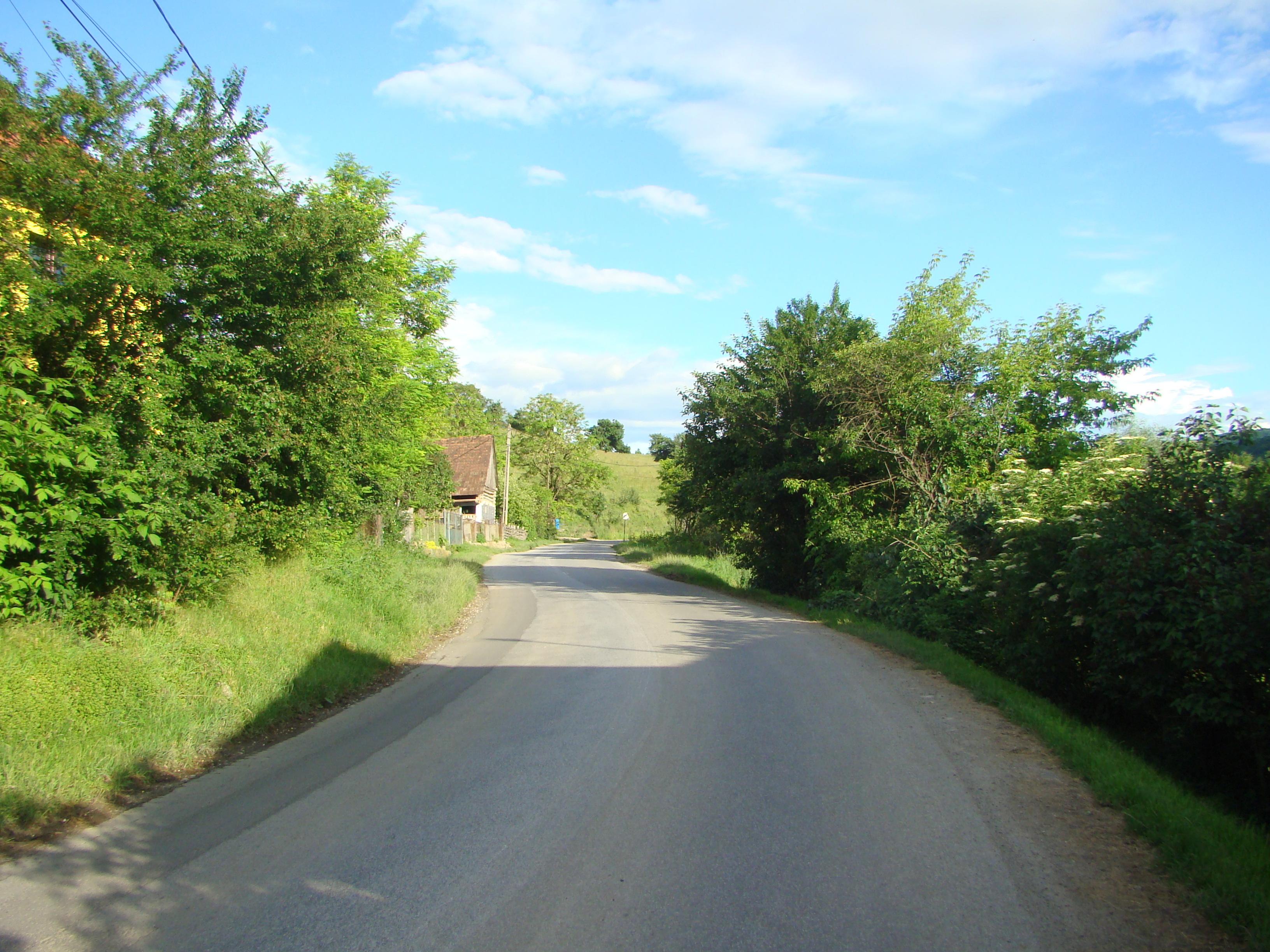
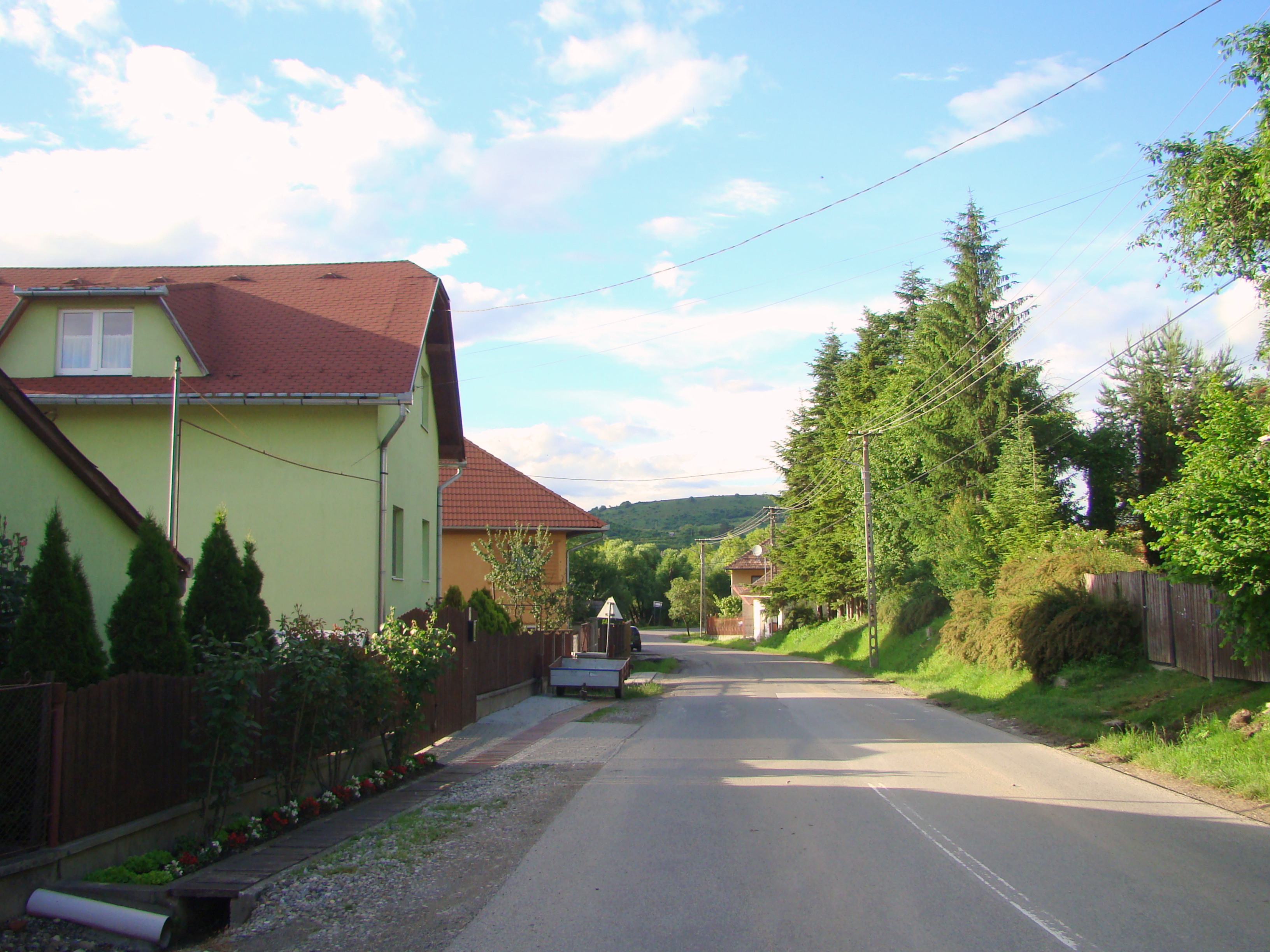
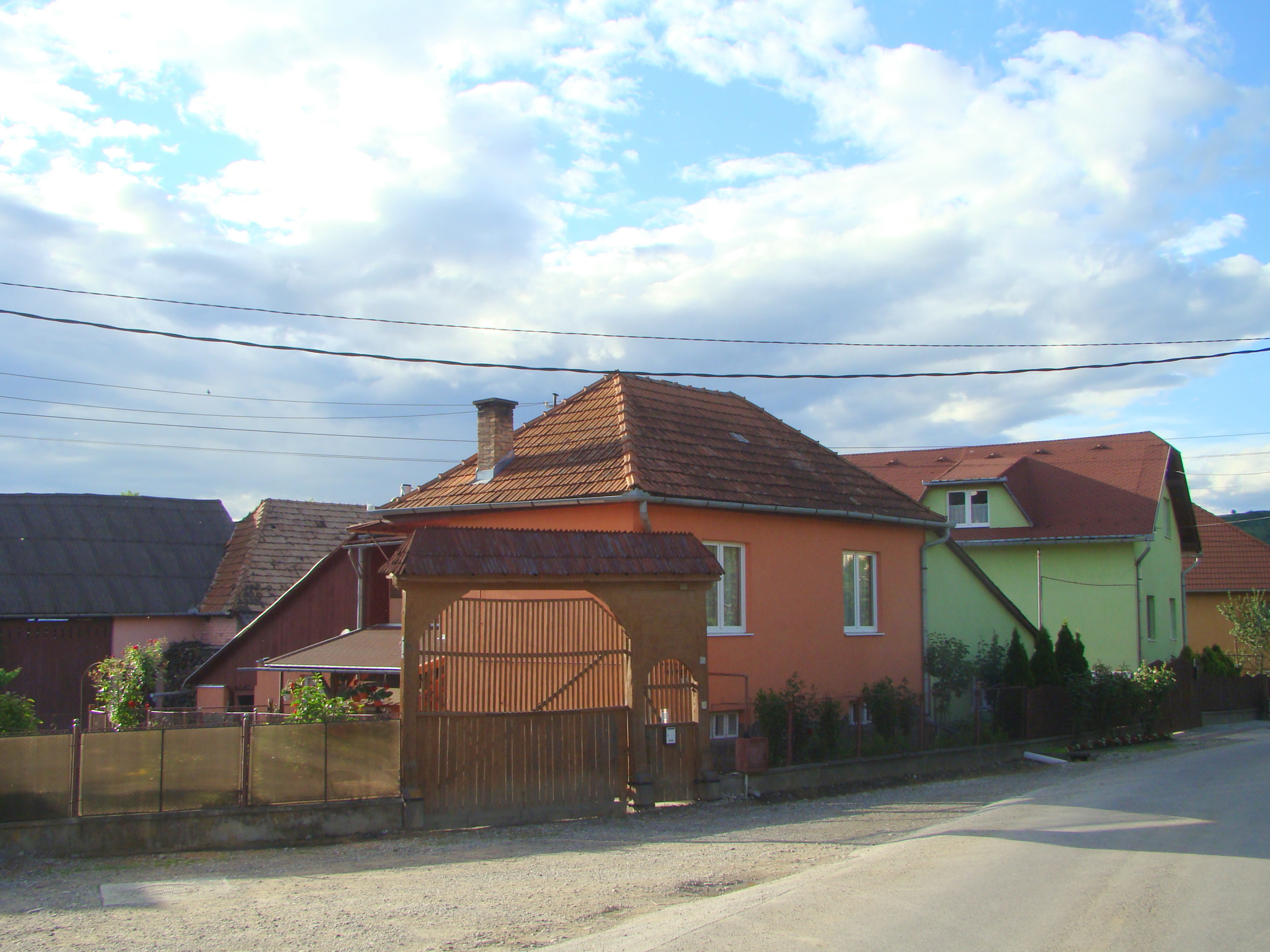
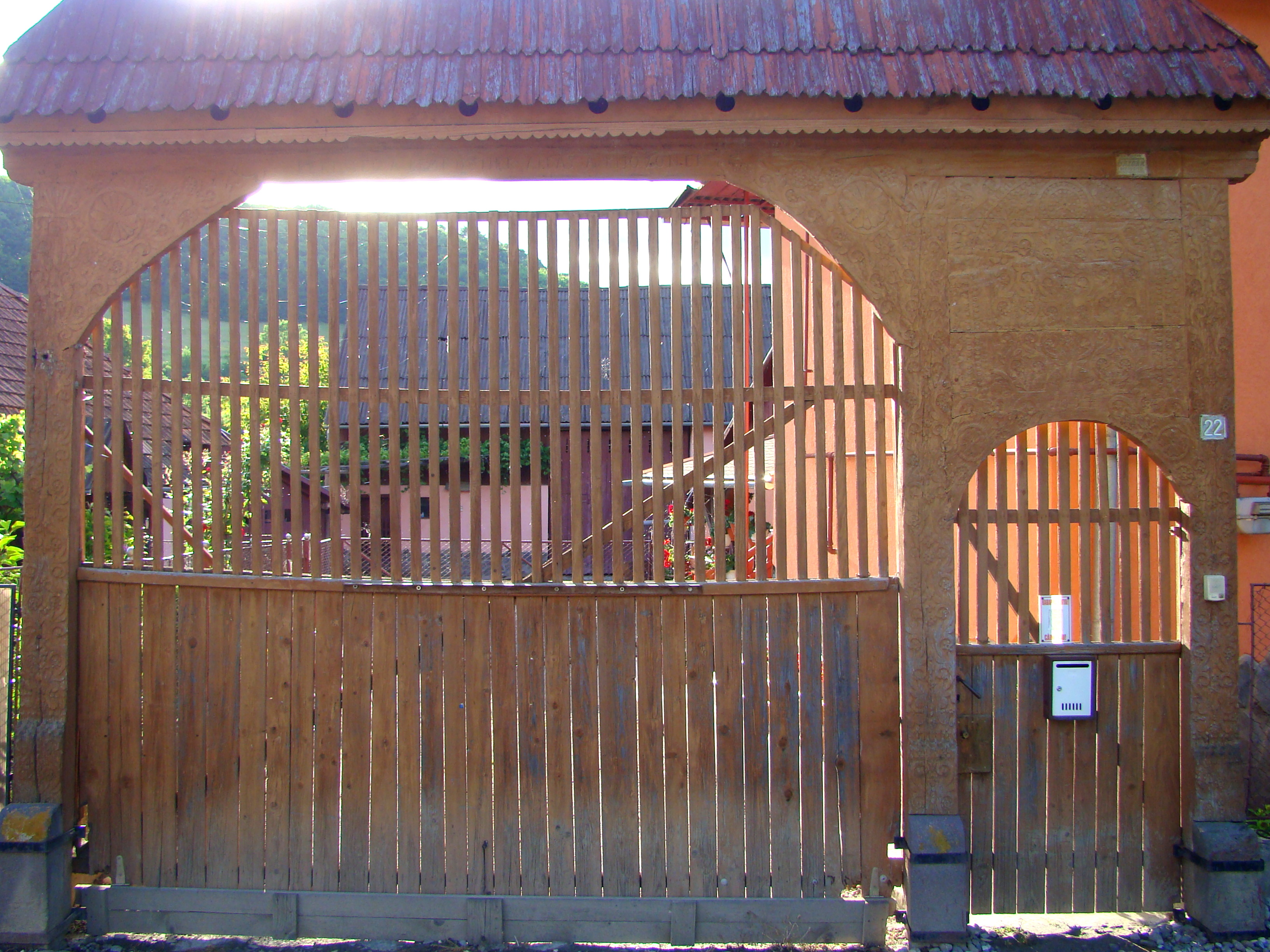
Poartă secuiască de lemn
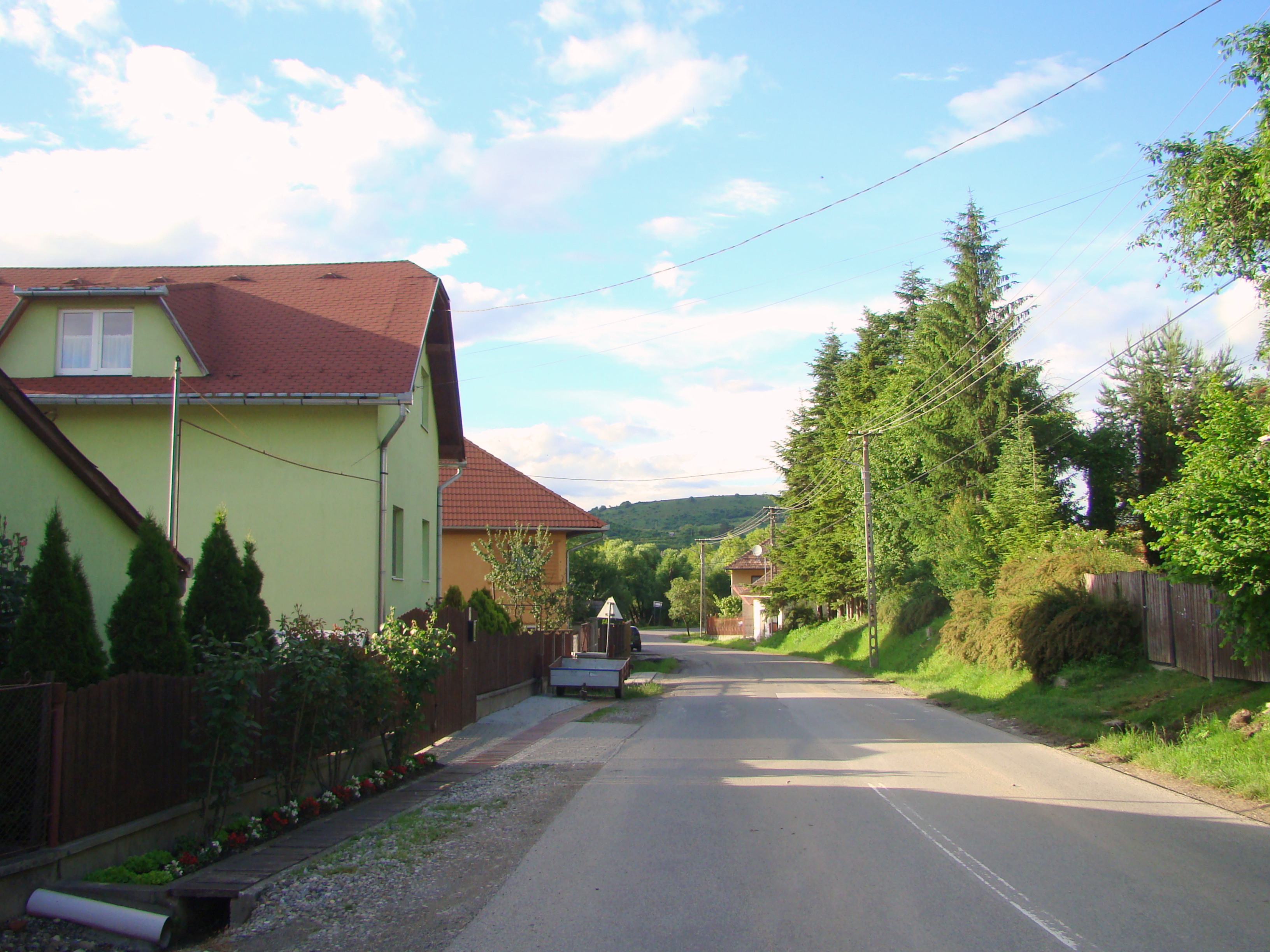
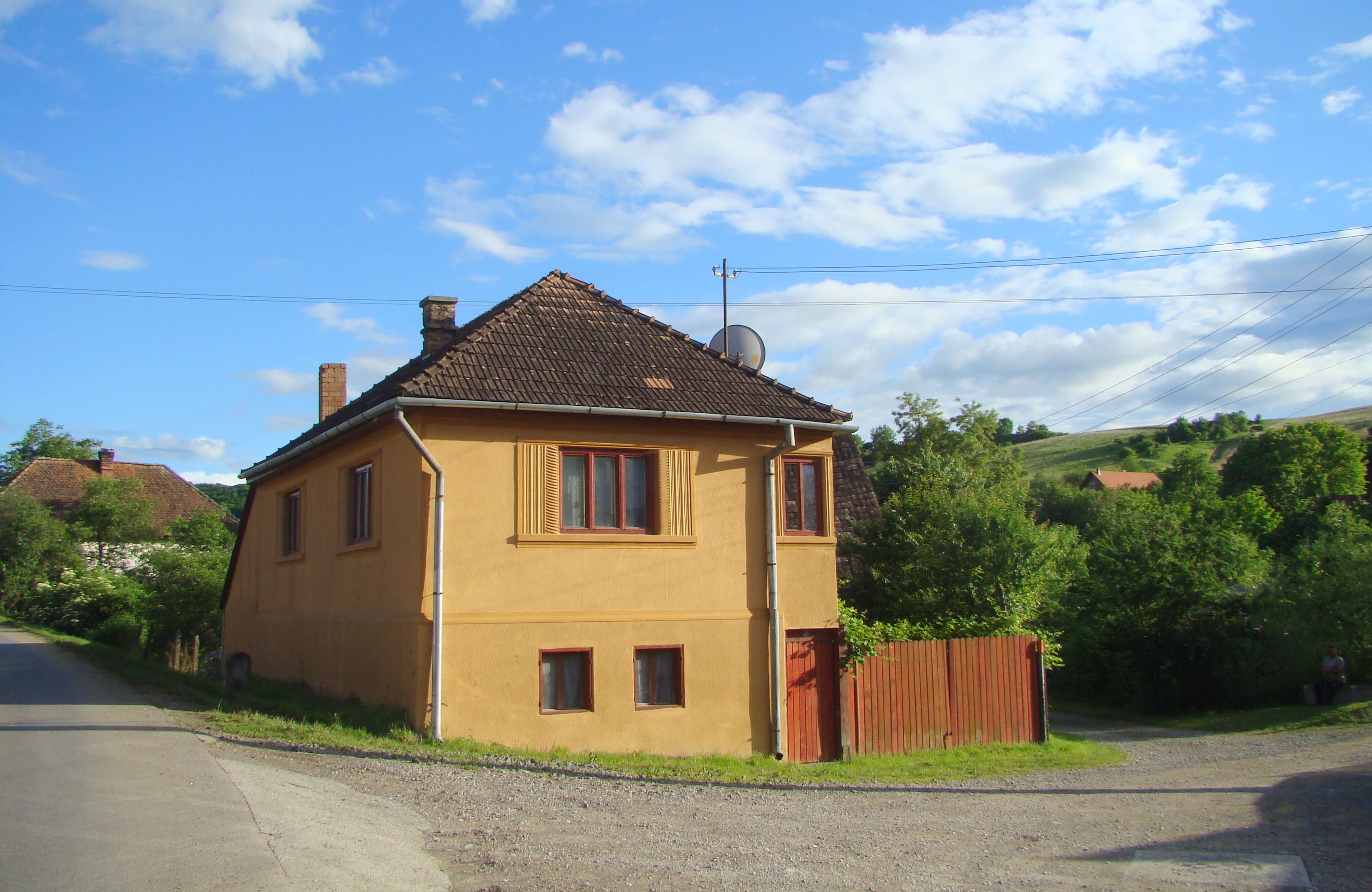
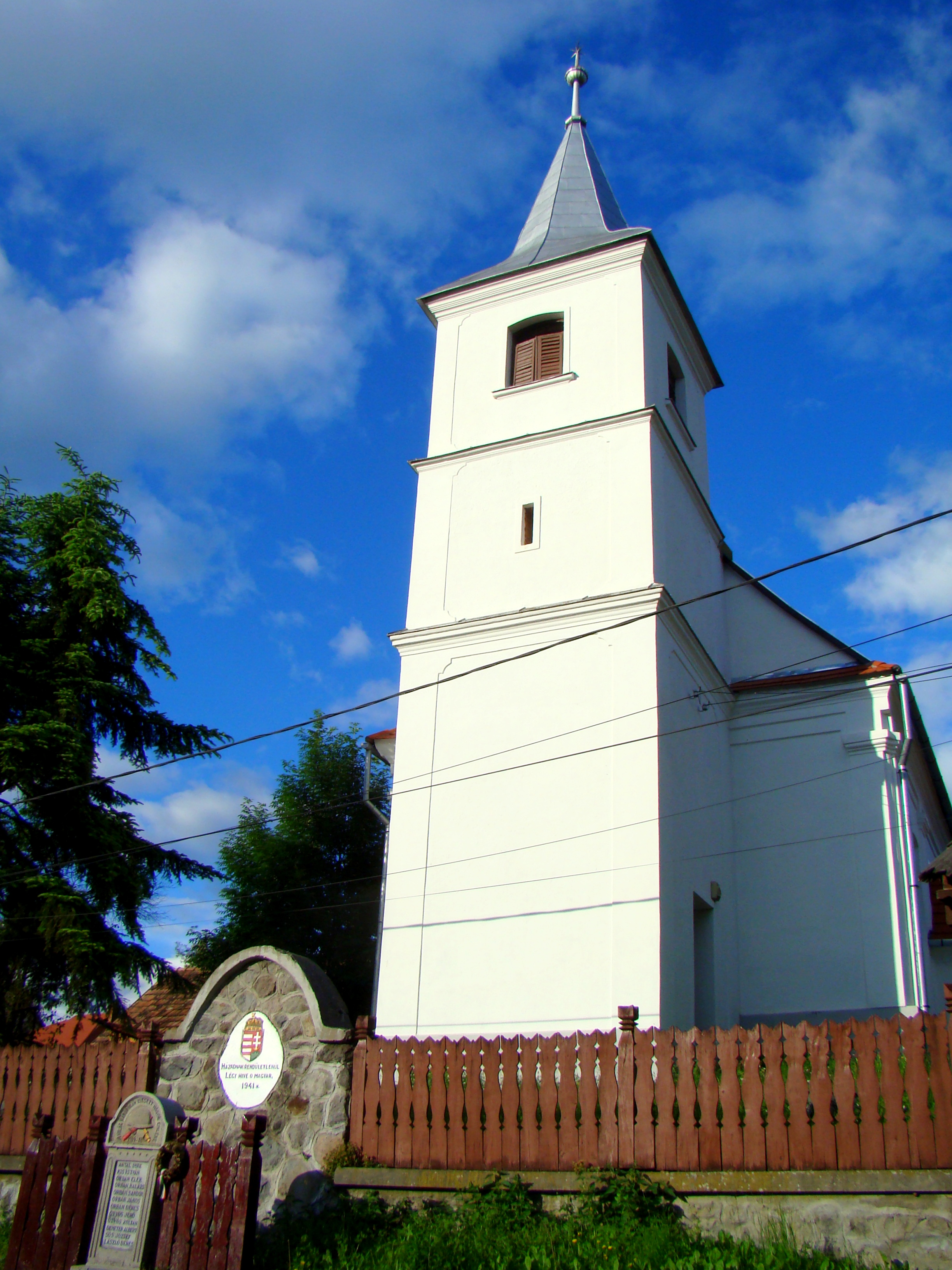
Biserica reformată
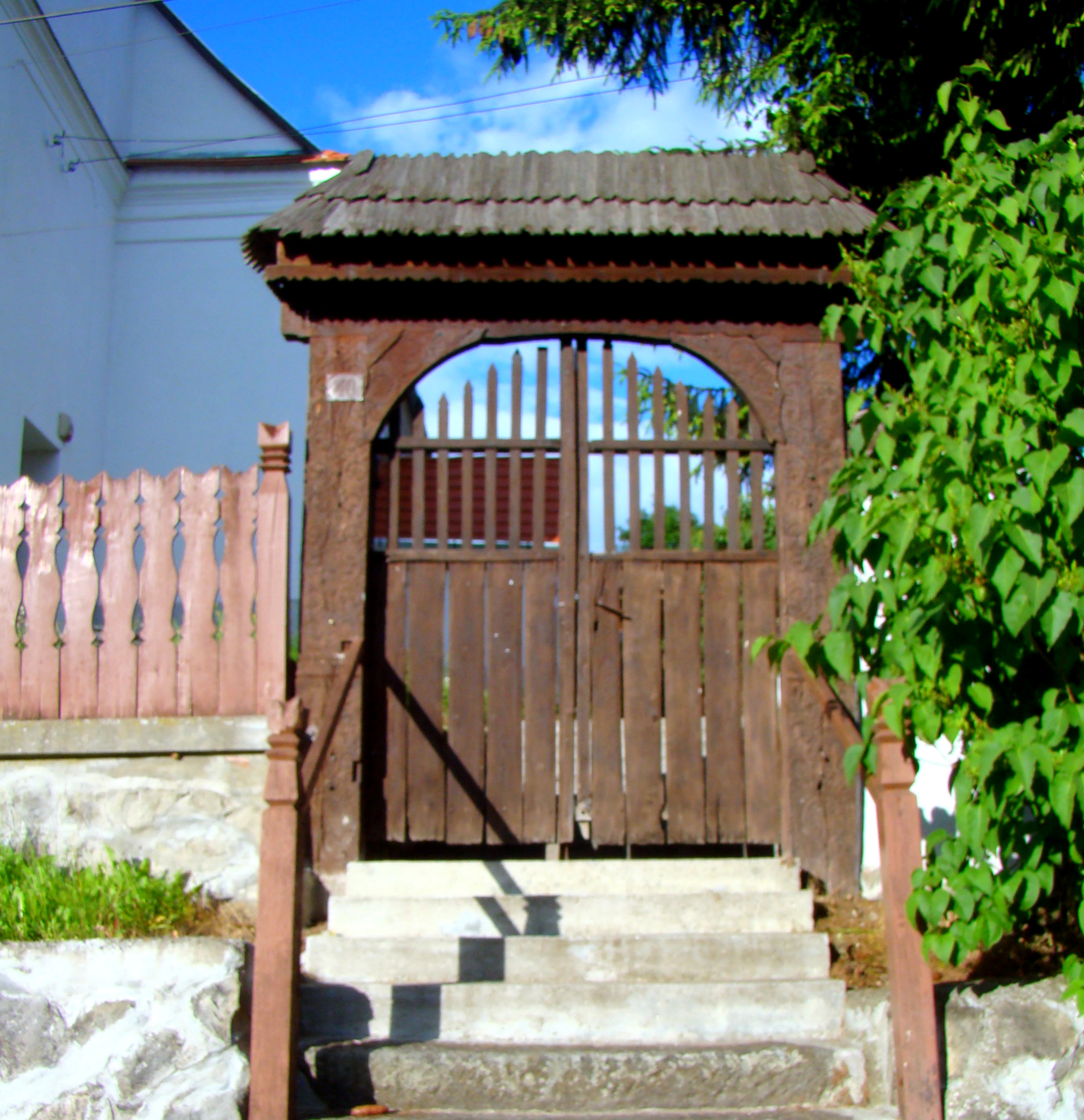
Poarta de lemn
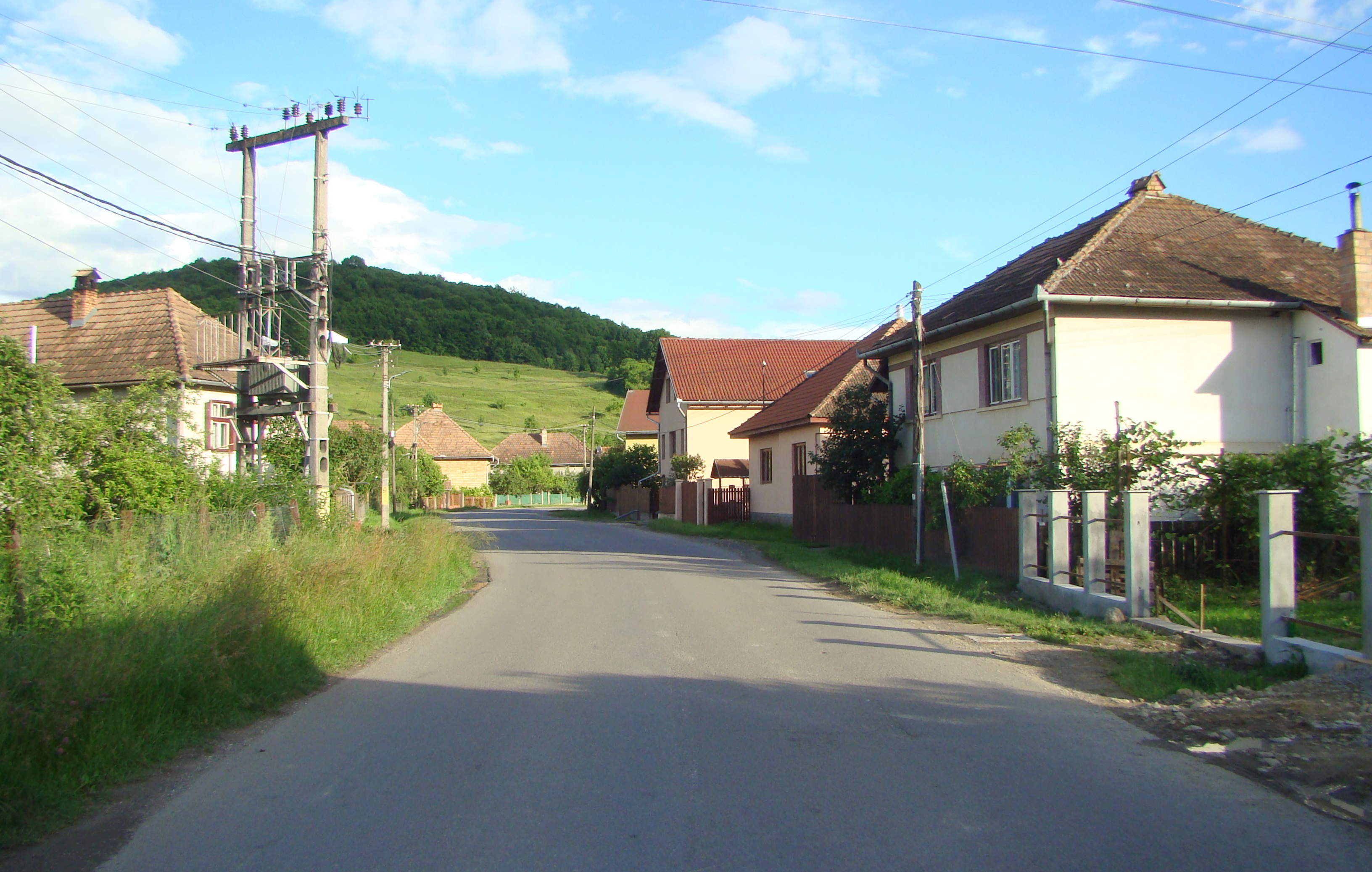